# Prototroginae
De Prototroginae zijn een onderfamilie van uitgestorven kevers uit de familie van de bladsprietkevers (Scarabaeidae).